# Парма (Нью-Йорк)
Парма (англ. Parma) — місто (англ. town) в США, в окрузі Монро штату Нью-Йорк. Населення — 16 217 осіб (2020).

## Демографія
Згідно з переписом 2010 року, у місті мешкали 15 633 особи в 5994 домогосподарствах у складі 4409 родин. Було 6309 помешкань
Расовий склад населення:
| - 96,6 % — білих - 1,2 % — чорних або афроамериканців - 0,5 % — азіатів - 0,2 % — корінних американців |

До двох чи більше рас належало 1,2 %. Частка іспаномовних становила 2,0 % від усіх жителів.
За віковим діапазоном населення розподілялося таким чином: 24,0 % — особи молодші 18 років, 62,3 % — особи у віці 18—64 років, 13,7 % — особи у віці 65 років та старші. Медіана віку мешканця становила 41,7 року. На 100 осіб жіночої статі у місті припадало 98,7 чоловіків;  на 100 жінок у віці від 18 років та старших — 96,6 чоловіків також старших 18 років.
Середній дохід на одне домашнє господарство  становив 80 356 доларів США (медіана — 69 386), а середній дохід на одну сім'ю — 88 537 доларів (медіана — 76 081). Медіана доходів становила 56 245 доларів для чоловіків та 41 475 доларів для жінок. За межею бідності перебувало 6,9 % осіб, у тому числі 12,4 % дітей у віці до 18 років та 1,7 % осіб у віці 65 років та старших.
Цивільне працевлаштоване населення становило 8445 осіб. Основні галузі зайнятості: освіта, охорона здоров'я та соціальна допомога — 28,9 %, роздрібна торгівля — 15,2 %, виробництво — 13,2 %.